# Хамза (знак)
Ха́мза (араб. همزة‎) — диакритический знак арабского алфавита. Хамза используется на письме для передачи согласного звука — гортанной смычки [ʔ]. Этот значок, как и сам звук, называется «хамза». Он состоит из маленького крючка, проводимого против часовой стрелки, и прямого штриха, проводимого наклонно справа налево.

## Введение в письмо
Знак хамза был введён поздно, после написания Корана. Придумал написание знака «хамза» Халиль ибн Ахмад аль-Фарахиди, взяв за основу букву «айн» (ع) в форме в начальной позиции в слове.

## Правописание хамзы
Хамза употребляется либо самостоятельно, либо (что случается чаще) с так называемой подставкой, в качестве которой выступает одна из трёх слабых букв: алиф (ا), вав (و) или йа (ي), при этом йа в качестве подставки пишется без диакритических точек.
В начале слова подставкой для хамзы всегда является алиф. При этом хамза пишется либо над алифом (если огласована фатхой или даммой), либо под ним (если огласована кясрой). В любом случае огласовка относится к хамзе, а не к подставке: أَخَذَ 'брать', إِجْلِسْ 'садись', أُكْتُبْ 'пиши'.
В середине слова подставкой для хамзы может выступать одна из слабых: алиф, вав или йа. Выбор подставки в середине слова определяется правилом «старшинства огласовок», согласно которому «старшей» огласовкой считается кясра, за ней следуют дамма и фатха («младше» фатхи только сукун). Огласовкам сопоставляются соответствующие слабые: [i] — ى, [u] — و, [a] — ا. «Старшая» огласовка выбирается между огласовкой самой хамзы и огласовкой предшествующего согласного. Например, в слове سُئِلَ 'он был спрошен' — гласный хамзы [i] «старше» предшествующего гласного [u], поэтому подставкой для хамзы служит соответствующая гласному [i] слабая ى.
После долгого гласного [ā] хамза, огласованная фатхой, пишется в середине слова без подставки: سَاءَلَ. (по правилу «старшинства огласовок» подставкой должен быть выбран алиф, но в таком случае два алифа оказались бы рядом, что орфографически запрещено; ср.: سَائِل).
В конце слова выбор подставки определяется характером предшествующего ей гласного: если предшествующий хамзе согласный огласован кратким гласным, то подставкой будет соответствующая ему слабая: بَدَأَ، جَرُؤَ، فَتِئَ, если же конечной хамзе предшествует долгий гласный или сукун, то хамза пишется без подставки: شَىْءِ، يَسُوءُ.
Важно помнить, что если подставкой для хамзы является алиф, а сама хамза огласована долгим [ā], то во избежание написания двух алифов подряд, что орфографически запрещено, долгота гласного изображается особой огласовкой мадда, которая ставится над подставкой и заменяет собой значок хамзы: أَلْقُرْآن (вместо أَلْقُرْأَان).